# Ilhas Discovery
As Ilhas Discovery  (em inglês:  Discovery Islands) formam um arquipélago situado entre a ilha de Vancouver e a costa continental da Colúmbia Britânica, no Canadá, a norte do estreito de Geórgia.

## Localização
O arquipélago está separado da Ilha de Vancouver pelo Estreito de Johnstone a norte e pela Passagem Discovery a sul. Esta via tem um papel importante na navegação da costa noroeste da América, uma vez que permite a ligação entre o Estreito de Geórgia do Sul e do Estreito da Rainha Charlotte, a norte. É, portanto, parte da Passagem Interior (em inglês:  Inside Passage), via que permite ligar o sul do Alasca às cidades de Vancouver e Seattle evitando as difíceis águas do Pacífico.
O arquipélago é pouco habitado.

## Composição do arquipélago
As principais das Ilhas Discovery são:
- Ilha Quadra (a maior)
- Ilha Cortes
- Ilha Redonda Este
- Ilha Redonda Oeste
- Ilha Hernando
- Ilha Read
- Ilha Maurelle
- Ilha Sonora
- Ilha Thurlow Este
- Ilha Thurlow Oeste
- Ilha Hardwicke
- Ilha Marina
- Ilha Stuart
- Ilha Raza
- Ilha Savary
- Ilhas Rendezvous
- Ilhas Twin